# 陈雪华 (1907年)
陈雪华（1907年—1939年）福建惠安人，曾任臨委會閩南一帶的負責人、福建永定縣知縣，出生于惠安北门外。

## 生平
1923年，入厦门集美学校师范部读书，加入中国共产党。1927年，从厦门集美师范学校毕业后陈雪华与黄玉昇赴漳州组织农会，开展农民运动，进行土地革命斗争。1929年，陈雪华脱离共产党加入中国国民党临时行动委员会。1930年8月9日，中国国民党临时行动委员会（又称第三党）在上海正式成立 陈雪华、郑静安为临委会在闽南一带的负责人。1932年，陈雪华与黄琪翔等协助蔡廷锴领导的十九路军安全进入福建。1933年，闽变正式爆发。黄琪翔等宣布解散第三党、组建生产人民党，陈雪华参了与组建工作。1934年，“中华共和国”被蒋介石的中华民国国民政府击败而结束，陈雪华前往香港。1938年，陈雪华率领福建回乡救亡工作团50多人来闽，与李述中率领的留日同学，秘密会集于惠安，交谈香港总部的活动情况、当前斗争形势及工作计划。嗣后，回乡工作团开赴闽南各地，宣传抗日。在惠安发动抗粮抗税，成立防奸防谍组织。1939年，赴任福建永定县知县，于1939年5月7日遭遇地方土匪范寅等的埋伏袭击，被害于永定县古木督“西出阳关”凉亭附近，同时牺牲的还有黄玉昇、陈玉象、林庵、王庆昇等人。
据惠安县志记载：1926年（民国15年）3月，在厦门集美学校师范部读书的王德彰（化名王时光、王一鸿，东岭埭仔村人），由罗善培（罗明，广东大埔人）介绍加入中国共产党。4月，在厦门大学预科班学习的吴国珍（化名吴国祯，涂岭泗洲人），由李松林（同安人）介绍加入中国共产党。同年10月中旬，吴国珍接受中共厦门大学支部指派返回惠安，与王德彰、陈玉聪、吴敦仁等4人在县城的惠安公学（原螺峰小学，即解放后的“八二三小学”）成立中共惠安支部，亦称公学支部，书记王德彰，有党员4名，隶属于中共厦门总干事会。这是中国共产党在惠安最早建立的一个党支部。同时，中国共产主义青年团惠安县支部也在惠安公学成立，书记柯联郑，团员有张季碧、陈雪华两人。惠安成为福建中共建党最早的县份之一，公学支部也是泉州地区第一个党、团支部。

## 任职
福建省永定县知县（前任陈雪华，惠安人，1939年任；继任邓宗海，江苏人，1939年代）